# یاکوب اچ. گالینگر
یاکوب اچ. گالینگر (به انگلیسی: Jacob H. Gallinger) سناتور سابق عضو حزب جمهوری‌خواه ایالات متحده آمریکا بود. وی در سال ۱۸۹۱ تا ۱۹۱۸ میلادی سناتور ایالت نیوهمپشایر در سنای ایالات متحده آمریکا بود.